# Somme (släkt)
Somme, eller Some, är en utdöd svensk frälsesläkt med gårdar i Småland och Östergötland. Sätesgård i släkten var tidigt Sjötorp, och senare också Göberga i Linderås socken i Småland. Släkten dog ut på manssidan 1624 med Sven Somme den yngre.

## Historik
Släkten Somme härstammar från väpnaren Sven Somme (också Sume eller Sumbe) till Sjötorp (död 1437), Linderås socken i Småland. 
Hans son Abraham Somme (död tidigast 1474) var häradsdomare i Norra Vedbo 1474 och blev far till Sven Abrahamsson (död tidigast 1491) i Göberga i Linderås.
Den sistnämndes son Måns Svensson (död 1571) var fogde 1527–31 i Åbo och 1533-35 i Stockholm, där han 1534 fungerade som åklagare mot anstiftarna av det så kallade klockupproret. Utan att kunna beläggas tidigare ha varit i krigstjänst eller verksam till sjöss utnämndes han 1535 av Gustav Vasa under grevefejden till amiral för den svenska flotta som tillsammans med danska och preussiska flottor besegrade den Lübeckska flottan vid Bornholm och i Lilla Bält. 
Måns Svensson utnämndes 1537 till lagman på Öland, vilket ämbete han behöll till sin död. Trots sin lågfrälse börd kunde han 1539 gifta sig med riddaren och riksrådet Ture Eriksson (Bielke)s dotter Anna.
Släkten Somme dog ut på manssidan med häradshövdingen Sven Somme 1624, på kvinnosidan med brorsdottern Märta Somme omkring 1650.

## Vapensköld
Ättens vapen var ett rött tjurhuvud på ett blått fält.

## Medlemmar av släkten
1. Sven Sume till Sjöstorp i Linderås socken, väpnare, gift med Ingeborg Jönsdotter Rysia.
  1. Botild Svensdotter, gift med Sven Håkansson.
  2. Abram Somme eller Summe, gift med Märta Germundsdotter Lang.
    1. Sven Abramsson till Göberga, gift med Gunnild Bengtsdotter (Ryting).
      1. Måns Svensson (död 1571) till Västerby, amiral och riksråd. 
        1. Märta Månsdotter (död omkring 1575) som var gift med tyske ryttaren Hans Schmidt.
        2. Bengt Månsson (död 1571) till Västerby, som var gift med Beata Trolle.
        3. Ingegärd Månsdotter, som var gift med Nils Larsson (Cruus af Edeby).
        4. Margareta Månsdotter, som var gift med Claes Joensson (Barketorpsätten).
        5. Sven Månsson, hovjunkare, ryttmästare och hovmästare, var gift med Metta Gylta.

      2. Germund Svensson (död 1560), ståthållare för Kalmar slott 1540-1548, inklusive under Dackefejden.
        1. Abram Germundsson (död 1587) till Göberga, gift med Märta Christiernsdotter (Siöblad).
          1. Germund Somme (död 1621), häradshövding.
          2. Christer Somme, överste, militär under Karl IX.
          3. Anna Abramsdotter (död 1625), gift med häradshövdingen Per Stolpe, ryttmästaren Nils Eriksson Gyllengren och Isak Olofsson (Lilliesparre).
          4. Sven Somme (död 1624).

        2. Henning Germundsson (död ung).
        3. Märta Germundsdotter (död 1602), gift med häradshövdingen, översten och amiralen Bengt Bagge.

      3. Margareta Svensdotter, som var gift med häradshövdingen Esbjörn Torkilsson.

## Kalmar slott
Tre medlemmar av ätten Somme har varit ståthållare för Kalmar slott. Den förste var Germund Svensson Somme 1540-48, den andre var under något års tid Måns Svensson 1565-66, och den tredje Christer Somme 1611.